# Істмонт (Вашингтон)
Істмонт (англ. Eastmont) — переписна місцевість (CDP) в США, в окрузі Сногоміш штату Вашингтон. Населення — 24 059 осіб (2020).

## Географія
Істмонт розташований за координатами 47°53′51″ пн. ш. 122°10′54″ зх. д. / 47.89750° пн. ш. 122.18167° зх. д. (47.897402, -122.181536).  За даними Бюро перепису населення США в 2010 році переписна місцевість мала площу 13,24 км², з яких 13,19 км² — суходіл та 0,05 км² — водойми.

## Демографія
Згідно з переписом 2010 року, у переписній місцевості мешкала 20 101 особа в 6759 домогосподарствах у складі 5494 родин. Густота населення становила 1518 осіб/км².  Було 7057 помешкань (533/км²).
Расовий склад населення:
| - 79,8 % — білих - 10,4 % — азіатів - 2,2 % — чорних або афроамериканців - 0,6 % — корінних американців - 0,2 % — вихідців з тихоокеанських островів - 2,0 % — осіб інших рас |

До двох чи більше рас належало 4,8 %. Частка іспаномовних становила 6,3 % від усіх жителів.
За віковим діапазоном населення розподілялося таким чином: 27,1 % — особи молодші 18 років, 63,9 % — особи у віці 18—64 років, 9,0 % — особи у віці 65 років та старші. Медіана віку мешканця становила 37,7 року. На 100 осіб жіночої статі у переписній місцевості припадало 100,3 чоловіків;  на 100 жінок у віці від 18 років та старших — 97,5 чоловіків також старших 18 років.
Середній дохід на одне домашнє господарство  становив 99 423 долари США (медіана — 91 444), а середній дохід на одну сім'ю — 104 991 долар (медіана — 99 497). Медіана доходів становила 73 750 доларів для чоловіків та 49 444 долари для жінок. За межею бідності перебувало 4,9 % осіб, у тому числі 5,3 % дітей у віці до 18 років та 2,8 % осіб у віці 65 років та старших.
Цивільне працевлаштоване населення становило 11 014 особи. Основні галузі зайнятості: виробництво — 24,6 %, освіта, охорона здоров'я та соціальна допомога — 20,5 %, роздрібна торгівля — 11,4 %, науковці, спеціалісти, менеджери — 9,2 %.